# 寶來真紀子
寶來真紀子（原名寶來麻紀子，1979年1月6日—），出生於日本山口縣宇部市，是日本前女子排球運動員，身高187公分，體重68公斤，場上位置為主攻或副攻。

## 生涯簡介
其母是媽媽排球愛好者，身型高挑，寶來在小學四年級時已經開始打球。初中時期曾經在全國都道府縣中學排球大賽中出場，也開始投入了正規的排球競技及訓練。而在就讀三田尻女子高校（現誠英高等學校）期間，曾經獲得國民體育大會女子排球亞軍。
1998年加入了日立Beniflu。2001年日立廢部後，寶來轉會到JT Marvelous。2002年球隊被降級到V1 League（即現在的Challenge League），但與在同年復出排壇的竹下佳江一同努力下，在2003年終於再度重返V.League的賽場。
寶來曾經多次入選日本女排（包括2002年世錦賽、2003年世界杯、2001-2003以及2005年的世界女排大獎賽），遺憾的是在2004年雅典奧運資格賽前意外落選，未能參加雅典奧運。
2005年世界女排大獎賽期間開始轉打副攻位置，同年更把自己的名字由麻紀子改為真紀子。而改名的理由是：「舊的名字有消極的地方，也有波伏不定、崩潰的意味。」
2006年，寶來代表日本女排出戰世錦賽及多哈亞運。
2009年5月31日，寶來正式退出JT Marvelous，也同時宣佈退役。隨後與經理人公司簽下合約，據所屬經理人表示，寶來希望將來能參與沙排的比賽。

## 自身軼事
- 除了排球，寶來原來也非常喜歡小孩子，更希望能可以成為一名保育員。
- 自己最常用細小的眼睛作為個人賣點，選手時期在JT的官網的個人檔案中更可見這一點。
- 2006年多哈亞運期間，在自主練習時不慎造成右腳拇指、無名指以及中指受傷，被其他選手稱之為「看板娘」。

## 生涯經歷
- 生涯簡歷

三田尻女子高校（現誠英高等學校）→日立Beniflu（1998-2001年）→JT Marvelous（2001-2009年）
- 日本女排 - 1998-2001年、2003年、2005-2006年
- 國際賽事
  - 世錦賽 - 2002年、2006年
  - 世界杯 - 2003年

## 附註
1. ↑  當時比賽的冠軍古川商業高等學校（現古川學園高等學校）的其中一位隊員便是後來在JT Marvelous時的隊友 - 菅山薰。

## 外部連結
- 富士電視台官網中的寶來真紀子專訪
- 所屬事務所 - N.Generation之網站